# Municipio de Tepelmeme Villa de Morelos
El municipio de Tepelmeme Villa de Morelos es uno de los 570 municipios  en los que se divide el estado mexicano de Oaxaca. Se localiza en la región mixteca ubicada en la zona norte del estado. Su cabecera es la localidad homónima.

## Geografía
Pertenece al distrito 03 de Coixtlahuacan, a una distancia de 190 km de la capital del estado, colinda al norte con el estado de Puebla, al sur con los municipios de San Miguel Tequixtepec y Santiago Ihuitlán Plumas, al sureste con el municipio de Santa María Ixcatlán, al oeste con el municipio de Concepción Buenavista y al este con los municipios de San Antonio Nanahuatipam, el municipio de Teotitlán de Flores Magón y Santa María Tecomavaca. Tiene una superficie de 495.02 km².

## Demografía
De acuerdo a los resultados del Censo de Población y Vivienda de 2010 realizado por el Instituto Nacional de Estadística y Geografía, el municipio de Pajacuarán tiene una población total de 1734 habitantes.

### Localidades
Las principales localidades, además de la cabecera municipal Tepelmeme Villa de Morelos, son Cerro Negro, La Unión, El Rodeo, Mahuizapa, Tierra Blanca, Puerto Mixteco, Torrecilla y Las Flores.
De acuerdo a los investigadores Sebastián van Doesburg y Carlos Rincón, la Cueva o Peña de la Olla, que se describe en el Códice Baranda, podría ser Comoztoc o Huerta de Juquila, pequeñas localidades que se encuentran en el norte del municipio Tepelmeme Villa de Morelos.

## Política
- El gobierno local está conformado por un presidente municipal, un síndico, un regidor de Educación, un regidor de Hacienda y un regidor de Policía. Se cuenta con autoridades auxiliares policíacas en cada una de las localidades principales. Sus últimos presidentes municipales han sido:

- 1950  Rafael Meza Clemente
- 1951-1952 Guadalupe García
- 1953-1955 Cecilio García
- 1956 Epifanio Jiménez Cruz
- 1963-1965 Inocencio Martínez López
- 1968 Rafael Meza
- 1969 Ignacio Jiménez
- 1970-1972 Gustavo Jiménez
- 1975-1977 Rogelio Gómez García
- 1984-1986 Gerardo Meza
- 1986-1989 Filiberto García Hernández

- 1989-1991 Álvaro Lopez Jiménez
- 1993-1995 Abraham Carrasco Raymundo
- 1996-1998 Eliseo Hernández Ruiz
- 1999-2001 Miguel Hernández García
- 2002-2004 Abelardo García Hernández
- 2004-2006 Sabino García Jiménez
- 2007 Conflicto interno en la población, llega un administrador por parte del gobierno federal.
- 2008-2010 José Jaime Hernández Ramírez
- 2011-2013 Roberto Jiménez García
- 2013-2015 Raúl Mendoza Villegas
- 2016
- 2017-2019 Gustavo Jiménez García
- 2020-2022 Donaciano Jiménez
- 2023-2025 Jaime Mendoza Martínez

### Representación legislativa
Para la elección de diputados locales al Congreso de Oaxaca y de diputados federales a la Cámara de Diputados federal, el municipio de Santa Cruz Tacache de Mina se encuentra integrado en los siguientes distritos electorales:
Local:
- Distrito electoral local de 5 de Oaxaca con cabecera en Asunción Nochixtlán.[6]

Federal:
- Distrito electoral federal 3 de Oaxaca con cabecera en Heroica Ciudad de Huajuapan de León.[7]